# Бейкер, Николсон
Николсон Бейкер (англ. Nicholson Baker; род. 7 января 1957) — современный американский писатель, чьи непривычные на первый взгляд романы повествуют о вещах причудливых и странных и подрывают сами основы традиционных методов построения сюжета.
Бейкер считается в Соединённых Штатах одним из самых талантливых писателей своего поколения. Входит в список «Сто ныне живущих гениев».

## Жизнь и карьера
Николсон Бейкер родился в 1957 г. в Нью-Йорке и провел большую часть своей юности в Рочестере, штат Нью-Йорк. Является правнуком известного журналиста, лауреата Пулитцеровской премии Рэя Стэннарда Бейкера (1870-1946)
Закончил Истменскую школу музыки (1975) и колледж Хэверфорд со степеню бакалавра по специальности «английская литература» (1979).
Яростно выступает против отказа библиотек от хранения информации на бумажных носителях, перехода на микрофильмы, уничтожения картотек и отправки старых книг и газет на свалки, считая, что библиотекари лгут обществу о критичности проблемы хранения бумаги и просто одержимы модными технологиями. В 1997 г. за попытки сохранить историческое наследие, писателю была присуждена премия Джеймса Мэдисона «Свобода информации» (James Madison Freedom of Information Award).
В 1999 г. Бейкер основал некоммерческую корпорацию American Newspaper Repository, чтобы спасти от уничтожения старые газеты в библиотеках.
В 2001 г. получил премию Национального круга книжных критиков (National Book Critics Circle Awards).
В 2014 г. Бейкер провел 28 дней в качестве заместителя учителя в некоторых государственных школах штата Мэн в качестве исследования для своей книги, вышедшей в 2016 году Substitute: Going to School With a Thousand Kids. Он также написал об этом опыте в The New York Times Magazine.
Бейкер описывает себя как атеиста, хотя периодически посещает квакерские собрания. Он также заявляет, что «всегда имел склонности к пацифизму».

## Творчество
Николсон Бейкер – нетривиальный и шокирующий автор. Для него предельно важна каждая деталь, которую он не оставит в покое, пока не проникнет вглубь и не опишет до возможного для себя предела. Вот, например, как писатель описывает сустав пальцев одним длинным предложением: «В детстве я много думал об этом эффекте суставов пальцев и пришел к выводу: когда потихоньку преодолеваешь эти временные препятствия, ты, по сути дела, выравниваешь «стенки клеток», из которых состоит сустав, меняя то, что, с точки зрения своей неподвижности, казалось окончательной, стабильной географией данного микроскопического региона».

## Личная жизнь
Живёт с женой и двумя детьми на юге штата Мэн.

### Фантастика
- Baker, Nicholson. The mezzanine: a novel (англ.). — New York: Weidenfeld & Nicolson, 1988.
- Baker, Nicholson. The mezzanine: a novel (англ.). — Paperback. — New York: Vintage, 1990.
- Room Temperature (1990, Grove Weidenfeld; ISBN 0-8021-1224-2 / 1990, Vintage; ISBN 0-679-73440-6 / 1990, Granta; ISBN 0-14-014212-6 / 1991, Granta; ISBN 0-14-014021-2)
- Vox: A Novel (1992, Random House; ISBN 0-394-58995-5 / 1992, Vintage; ISBN 0-679-74211-5 / 1992, Granta; ISBN 0-14-014057-3)
- The Fermata (1994, Vintage; ISBN 0-679-75933-6)
- The Everlasting Story of Nory (1998, Random House; ISBN 0-679-43933-1 / 1998, Vintage; ISBN 0-679-73440-6)
- A Box of Matches (2003, Random House; ISBN 0-375-50287-4 / 2003, Chatto & Windus; ISBN 0-7011-7402-1)
- Checkpoint (2004, Random House; ISBN 1-4000-4400-6)
- The Anthologist (2009, Simon & Schuster; ISBN 1-84737-635-5)
- House of Holes: A Book of Raunch (2011, Simon & Schuster; ISBN 1-4391-8951-X)
- Traveling Sprinkler (2013, Blue Rider Press; ISBN 978-0399160967)

### Научно-популярная литература
- U and I: A True Story (1991, Random House; ISBN 0-394-58994-7 / 1991 Penguin/Granta; ISBN 0-14-014226-6 (hard) / 1992, Penguin/Granta; ISBN 0-14-014040-9 (paper) /1995, Vintage; ISBN 0-679-73575-5 / 1998, Granta; ISBN 1-86207-097-0)
- The Size of Thoughts: Essays and Other Lumber (1996, Random House, ISBN 0-679-43932-3 / 1996, Vintage; ISBN 0-679-77624-9 (paper) / 1996, Chatto & Windus; ISBN 0-7011-6301-1 (hard) / 1997, Vintage; ISBN 0-09-957971-5 (paper))
- Double Fold: Libraries and the Assault on Paper (2001, Random House; ISBN 0-375-50444-3 / 2001, Vintage; ISBN 0-375-72621-7 / 2002, Vintage; ISBN 0-09-942903-9)
- With Margaret Brentano (his wife). The World on Sunday: Graphic Art in Joseph Pulitzer's Newspaper (1898– 1911) (2005, Bulfinch; ISBN 0-8212-6193-2)
- Human Smoke: The Beginnings of World War II, the End of Civilization (2008, Simon & Schuster; ISBN 978-1-4165-6784-4)
- The Way the World Works: Essays (2012, Simon & Schuster; ISBN 978-1-4165-7247-3)[7]
- Substitute: Going to School with a Thousand Kids (2016, Blue Rider Press; ISBN 978-0-399-16098-1)

### Очерки и отчёты
- Baker, Nicholson. Fortress of Tedium What I learned as a substitute teacher (англ.) // New York Times : newspaper. — 2016. — 7 September.

- Baker, Nicholson. Wrong Answer The case against Algebra II (англ.) // Harper's Magazine : magazine. — 2013. — September.

- Baker, Nicholson. A fourth state of matter : inside South Korea's LCD revolution (англ.) // The New Yorker : magazine. — Condé Nast, 2013. — 8 July (vol. 89, no. 20). — P. 64—73.
- Baker, Nicholson. Four protest songs (англ.) // The New Yorker : magazine. — Condé Nast, 2012. — 8 October. Архивировано из оригинала 14 февраля 2017 года.

## Музыка
Во время работы над Traveling Sprinkler, Николсон Бейкер опубликовал несколько песен в стиле Paul Chowder на YouTube. Композиционный стиль баллад сочетает танцевальную музыку с песнями протеста и внешнеполитической повесткой дня.

## Награды
- 1997: премия Джеймса Мэдисона «Свобода информации» (James Madison Freedom of Information Award).
- 2001: премия Национального круга книжных критиков (National Book Critics Circle Awards) за книгу Double Fold: Libraries and the Assault on Paper .
- 2014: премия имени Германа Гессе.

## Список примечаний
1. ↑  Статья в New York Times о смерти Дэвида Фостера Уоллеса https://www.nytimes.com/2008/09/15/books/15wallace.html?_r=1&em Архивная копия от 28 марта 2018 на Wayback Machine [archive]
2. ↑  American Newspaper Repository. Архивировано 25 декабря 2007 года.
3. 1 2  Nicholson Baker Goes Back to School as a Substitute Teacher. Leonard Lopate Show. WNYC radio. 20 сентября 2016. Архивировано 31 января 2017. Дата обращения: 21 сентября 2016.
4. ↑  Nicholson baker goes back to school in 'substitute'. Buffalo News. 9 сентября 2016. Архивировано 23 сентября 2016. Дата обращения: 21 сентября 2016.
5. ↑  O'Connell, Mark. It's a Mixed Life: An Interview with Nicholson Baker. The Millions (6 ноября 2013). Дата обращения: 30 декабря 2019. Архивировано 30 декабря 2019 года.
6. ↑  McGrath, Charles (2008-03-04) A Debunker on the Road to World War II Архивная копия от 18 ноября 2018 на Wayback Machine, New York Times
7. ↑  Nicholson Baker on the way of the world | Book reviews | stltoday.com. Дата обращения: 28 марта 2018. Архивировано 5 января 2018 года.
8. ↑  "Jeju Island" Архивная копия от 15 февраля 2017 на Wayback Machine, 2012 "Terrormaker", 2012; "When you intervene", 2014; "Nine Women Gathering Firewood" and a "Whistleblower song" Архивная копия от 31 августа 2019 на Wayback Machine, 2014

## Внешние ссылки
- Sam Anderson. Nicholson Baker, The Art of Fiction No. 212 (англ.) // The Paris Review[англ.] : magazine.
- Nicholson Baker Архивная копия от 4 августа 2020 на Wayback Machine at Random House, author page
- Nicholson Baker, "A Debunker on the Road to World War II" Архивная копия от 28 марта 2018 на Wayback Machine. New York Times, March 4, 2008
- Cox, Richard J. "The Great Newspaper Caper: Backlash in the Digital Age Архивная копия от 10 февраля 2012 на Wayback Machine"
- Grimes, William. ""Say What? It Wasn’t a Just War After All? Архивная копия от 29 марта 2018 на Wayback Machine" New York Times Book Review
- "How I fell in love with Wikipedia Архивная копия от 24 августа 2019 на Wayback Machine". Guardian. April 10, 2008
- "The Charms of Wikipedia Архивная копия от 17 ноября 2015 на Wayback Machine" New York Review of Books, volume 55, number 4, March 20, 2008 (subscription required, see also here Архивная копия от 2 марта 2017 на Wayback Machine).
- Interview about "Human Smoke" on "BackStory" radio program
- "Can the Kindle really improve on the book? Архивная копия от 18 июля 2014 на Wayback Machine" New Yorker, August 3, 2009. On the Kindle reading device.
- A radio interview with Nicholson Baker Архивная копия от 29 марта 2018 на Wayback Machine Aired on the Lewis Burke Frumkes Radio Show.
- Wroe, Nicholas. "A Life in Writing Архивная копия от 28 марта 2018 на Wayback Machine". Guardian, 19 September 2009. An interview.
- KCRW Bookworm Interview (недоступная ссылка) May 4, 2002
- Nicholson Baker on his literary career and how he came to write about sex La Clé des langues - 2012